# Битва на Стерлінзькому мості
Битва на Стерлінгському мості — битва в рамках першої війни за незалежність Шотландії, що відбулась поблизу Стерлінзького мосту через річку Форт 11 вересня 1297 року. Битва завершилась перемогою шотландців.

## Передумови
У 1296 році Джон де Варенн, 6-й граф Суррей, переміг Джона Коміна, графа Бьюкен, у битві при Данбарі. Король Джон Баліол здався королю Англії Едуарду I в Брехіні 10 липня, і шотландські землевласники були змушені визнати зверхність Едуарда.
У 1297 році Ендрю Морей підняв повстання на півночі Шотландії і до кінця літа контролював Уркхарт, Інвернесс, Елгін, Банф і Абердін. Воллес приєднався до Ендрю Морея у вересні біля Данді, і вони рушили до Стірлінга. Стірлінг, за словами Стюарта Ріда, «традиційно вважався ключем до Шотландії». Тим часом Суррей приєднався до Крессингема в липні, і обидві армії прибули до Стірлінга до 9 вересня 1297 року. На той час Морей і Воллес вже зайняли абатство Крейг.

## Перебіг битви
Воллес, який мав у своєму розпорядженні тільки піхоту, що поступалась за чисельністю війську англійців, зайняв позицію на пагорбі навпроти вузького мосту через річку. Міст був настільки вузьким, що кілька людей були не спроможні їхати ним поряд, тому переправа англійців йшла повільно. Спочатку була перестрілка шотландських та англо-валлійських стрільців. Потім, вишикувавшись у фаланги, виставивши чотириметрові списи, короткі мечі, дочекавшись переправи авангарду, війська Вільяма Воллеса атакували невеликий контингент англійців, що встигли переправитись. Побачивши бійню частини свого війська, граф Суррей спробував прискорити переправу, в результаті міст обвалився й частина лицарів потонула, решту було знищено військом шотландців, окрім невеликої частини тих, хто тікав з поля бою.